# Бок (Арјеж)
Бок (фр. Bosc) насеље је и општина у јужној Француској у региону Миди Пирене, у департману Арјеж која припада префектури Фоа.
По подацима из 2011. године у општини је живело 110 становника, а густина насељености је износила 4,3 становника/km². Општина се простире на површини од 25,57 km². Налази се на средњој надморској висини од 700 метара (максималној 1.668 m, а минималној 634 m).

## Демографија
| 1962. | 1968. | 1975. | 1982. | 1990. | 1999. | 2011. |
| ----- | ----- | ----- | ----- | ----- | ----- | ----- |
| 95    | 104   | 122   | 94    | 115   | 136   | 110   |

График промене броја становника у току последњих година